# Ẩm thực Brasil

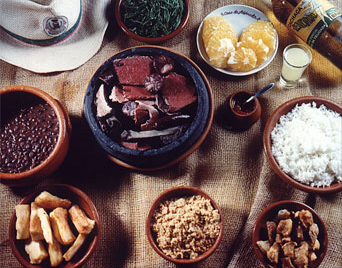
Feijoada (Đậu đen hầm Brazil) và một số món ăn khác.

Ẩm thực Brazil chịu ảnh hưởng của ẩm thực châu Âu, châu Phi và Anh Điêng Mỹ. Phong cách ẩm thực rất khác nhau theo từng khu vực, phản ánh sự pha trộn của đất nước của dân bản xứ và người nhập cư, cũng như kích cỡ lục địa của mình. Điều này đã tạo ra một nền ẩm thực quốc gia được đánh dấu bởi sự lưu giữ tính khác biệt khu vực.
Các thành phần đầu tiên được sử dụng bởi các dân tộc bản địa ở Brazil bao gồm sắn, guaraná, açaí, cumaru và tacacá. Từ đó, nhiều làn sóng người nhập cư đã mang theo một số món ăn đặc trưng của họ, thay thế các thành phần còn thiếu với các món tương đương tại địa phương. Ví dụ, những người nhập cư châu Âu (chủ yếu là từ Bồ Đào Nha, Ý, Tây Ban Nha, Đức, Ba Lan và Thụy Sĩ) đã quen với một chế độ ăn dựa trên món làm từ bột lúa mì, và du nhập rượu vang, rau ăn lá, và các sản phẩm từ sữa vào món ăn Brazil. Khi không có khoai tây, họ sẽ tìm ra cách để sử dụng khoai mì ngọt bản địa như là một thực phẩm thay thế. Những nô lệ châu Phi cũng đã có một vai trò trong việc phát triển các món ăn Brazil, đặc biệt là ở các bang ven biển. Sự ảnh hưởng của nước ngoài mở rộng với sóng di cư sau này - những người nhập cư Nhật Bản mang hầu hết các mặt hàng thực phẩm mà người Brazil sau này liên hệ với ẩm thực châu Á ngày nay, và việc du nhập các loài gia cầm quy mô lớn, vào thế kỷ 20.
Các loại rau củ như sắn (địa phương gọi là mandioca, aipim hoặc macaxeira, trong số những cái tên khác), khoai mỡ, và trái cây như açaí, cupuaçu, xoài, đu đủ, ổi, cam, chanh, dứa, mận và quả Spondias mombin là một trong những nguyên liệu địa phương được sử dụng trong nấu ăn.
Một số món ăn đặc trưng là feijoada, được coi món ăn dân tộc của đất nước này; và thực phẩm trong khu vực như vatapá, moqueca, polenta và acarajé. Ngoài ra còn có carurú, bao gồm đậu bắp, hành tây, tôm khô và các loại hạt rang (. lạc và/hoặc hạt điều), nấu với dầu cọ cho đến khi trông như được phết đều; moqueca capixaba, bao gồm cá nấu chậm, cà chua, hành tây và tỏi, đứng đầu với rau mùi; và linguiça, xúc xích cay nhẹ.
Các đồ uống quốc gia là cà phê, trong khi cachaça là rượu bản địa của Brazil. Cachaça được chưng cất từ mía đường và là thành phần chính trong các loại cocktail quốc gia, caipirinha.
Bánh pho mát (pães-de-queijo), và salgadinhos như pastéis, coxinhas, risólis (từ món pierogy của ẩm thực Ba Lan) và kibbeh (từ ẩm thực Ả Rập) là những mặt hàng thức ăn cầm tay phổ biến, trong khi cuscuz branco (sắn xay) là một món tráng miệng phổ biến.